# Zangastra
Zangastra is een geslacht van kevers uit de familie bladkevers (Chrysomelidae).
De wetenschappelijke naam van het geslacht werd in 1981 gepubliceerd door Chen & Jiang.

## Soorten
- Zangastra angusta Jiang, 1988
- Zangastra nepalensis Takizawa, 1988
- Zangastra nitidicollis Chen & Jiang, 1981
- Zangastra pallidicollis Chen & Jiang, 1981
- Zangastra picea Jiang, 1988
- Zangastra sichuanica Lopatin, 2007
- Zangastra tuberosa Chen & Jiang, 1981